# Chappel (Essex)
Pour les articles homonymes, voir Chappel.
Chappel est un village et une paroisse civile de l'Essex, en Angleterre.